# Сухор (Ново Место)
Сухор (словен. Suhor) је насељено место у општини Ново Место, регија Југоисточна Словенија, Словенија.

## Историја
До територијалне реорганизације у Словенији био је у саставу старе општине Ново Место.

## Становништво
У попису становништва из 2011. године, Сухор је имао 44 становника.
| Број становника према пописима | Број становника према пописима | Број становника према пописима |
| ------------------------------ | ------------------------------ | ------------------------------ |
| 1991                           | 2002                           | 2011                           |
| 19                             | 34                             | 44                             |

Напомена: Године 2001. извршена је мала размена територија између насеља Подгора (Стража) и Сухор.